# Verdemã
O Verdemã (Cobitis taenia) é um peixe dulcícola comum na Europa e Ásia. É também chamado de Dojô pintado, mas não deve ser confundido com o dojô "típico" do gênero Misgurnus. Ele é a espécie tipo dos peixes do gênero (Cobitis) e das verdadeiras botias da família (Cobitidae).

## Descrição
O verdemã macho, no tamanho adulto, chega a 8-10 cm, mas as fêmeas podem chegar a 12 cm. Os adultos pesam de 20-60 g. As costas são de um amarelo-amarronzado. Ele possui 6 barbilhos em torno da boca. Embaixo dos olhos existem espinhos retráteis, que agem como um doloroso ferrão.